# The toy world
|  | Denne artikel er oprettet af botten PalnaBot ud fra en ekstern database. Den kan derfor have sproglige fejl eller mangler. Denne skabelon kan fjernes efter kontrol af indholdet. |

The toy world er en film instrueret af Jens Christian Top, René Fievé.

## Handling
Oscar René Fievé præsenterer sine malede træfigurer.